# He Wants You / Babe I’m on Fire
He Wants You / Babe I'm on Fire – drugi singel z albumu Nocturama zespołu Nick Cave and the Bad Seeds. Jest to zestaw dwóch piosenek, które zawierały się na promowanym wydawnictwie: „He Wants You” oraz „Baby I'm on Fire”. Piosenki te oraz dwa inne utwory zostały zawarte na płycie CD oraz 10-calowej płycie gramofonowej (obydwie o takiej samej zawartości).
Producenci muzyczni:  Nick Cave and the Bad Seeds i Nick Launay

## Spis utworów
Dotyczy singla CD jak i wydania na 10-calowej płycie gramofonowej.
1. „He Wants You (Edit)”
2. „Babe, I'm on Fire (Edit)”
3. „Little Ghost Song”
4. „Everything Must Converge”